# Омеличев, Бронислав Александрович
Омеличев Бронислав Александрович (род. 29 января 1935 г., дер. Яруново, Кубино-Озерский район, Северный край (ныне село в составе Вологодского района Вологодской области) – советский военачальник, генерал-полковник (29.10.1987).

## Биография
Из крестьян. Отец был призван в Красную Армию с началом Великой Отечественной войне, погиб на фронте. Мать работала преподавателем младших классов в школе. С 1943 года учился в начальной школе, с 1947 года — в Высоковской семилетней школе, с 1950 — в мужской средней школе № 15 города Вологды. Окончил её в 1953 году.
С 1953 года – в Советской Армии. В 1956 году окончил Череповецкое военное училище. С 1956 по 1964 годы служил в 268-м мотострелковом полку 69-й стрелковой дивизии: командир разведывательного взвода, командир роты. Затем служил в других частях и соединениях.
В 1968 году окончил командный факультет Военной академии имени М.В. Фрунзе, в  1975 году – Военную академию Генерального штаба Вооружённых сил СССР имени К. Е. Ворошилова. С 1975 года командовал полком, был начальником штаба и командиром 35-й мотострелковой дивизии в Группе советских войск в Германии, в 1979 году — начальником штаба армии. С 1979 года – командующий 38-й армией Прикарпатского военного округа (управление армии — г. Ивано-Франковск). С мая 1982 года — начальник штаба Ленинградского военного округа. Генерал-лейтенант (4.05.1981).
В мае 1985 года по выбору Маршала Советского Союза С. Ф. Ахромеева назначен на должность заместителя начальника Главного оперативного управления Генерального штаба ВС СССР. С 1987 года – начальник Главного оперативного управления Генерального штаба. С января 1989 года — первый заместитель начальника Генерального штаба Вооружённых Сил СССР. С сентября 1992 года — начальник Гуманитарной академии Вооружённых Сил Российской Федерации. Одновременно с ноября 1991 года был членом Экспертного совета при Совете министров – Правительстве СССР. В 1994 году уволен в отставку.
С 1995 года работал консультантом научно-исследовательской организации «РАУ-Университет».
Член КПСС с декабря 1960 по август 1991 года. Народный депутат СССР (1989—1991). Депутат Верховного Совета Украинской ССР (1980—1985).
Живёт в Москве. Член Вологодского землячества в Москве. В 1999 году участвовал в выборах депутатов Государственной думы от блока «Духовное наследие» Алексей Подберёзкина (блок собрал всего 0,1 % голосов избирателей

## Награды
- два ордена Красной Звезды
- ордена «За службу Родине в Вооружённых Силах СССР» II и III степеней
- 15 медалей

иностранные награды
- Орден «За храбрость» (Афганистан, 17.01.1991)
- Медаль «За укрепление дружбы по оружию» в золоте (Чехословакия, 06.04.1989)
- Медаль «40 лет освобождения Чехословакии Советской Армией» (Чехословакия, 19.03.1985)
- Медаль «Братство по оружию» (Польша, 08.05.1990)
- Медаль «За укрепление братства по оружию» (Болгария, 28.04.1990)
- Медаль «40 лет Социалистической Болгарии» (Болгария, 15.01.1985)
- Медаль «30-я годовщина Революционных Вооруженных сил Кубы» (Куба, 24.11.1986)